# Фроленко, Владимир Анисимович
Влади́мир Ани́симович Фроле́нко (25 июня 1910, Никольск-Уссурийский — 26 апреля 1956, Москва) — советский оператор документального кино, фронтовой кинооператор в годы Великой Отечественной войны. Заслуженный деятель искусств РСФСР (1950), лауреат трёх Сталинских премий первой степени (1941, 1948, 1949).

## Биография
Родился в Никольск-Уссурийском (ныне Уссурийск) в украинской семье. C 1925 года работал учеником на текстильной фабрике, с 1926 года состоял в ячейке Общества друзей советского кино. В 1932 году, учась на операторском факультете Государственного института кинематографии, участвовал в деятельности кинопоезда «Союзкинохроники». По окончании института в 1935 году стал работать на Московской кинофабрике «Союзкинохроника» (c 1944 года — ЦСДФ).
Из-за начавшейся Великой Отечественной войны в августе 1941 года был призван в Красную армию, во фронтовой кинохронике с января 1942 года, в звании инженер-капитан снимал в киногруппах Юго-Западного, Воронежского, 1-м Белорусского фронтов, в партизанских отрядах. Его съёмки вошли во многие фильмы и киножурналы.
После войны продолжал работать на ЦСДФ в области цветной кинематографии. Автор сюжетов для кинопериодики: «Железнодорожник», «Наука и техника», «Новости дня», «Пионерия», «Советский спорт», «Социалистическая деревня», «Союзкиножурнал».
Член ВКП(б) с 1942 года.
Скончался 26 апреля 1956 года. Похоронен на Ваганьковском кладбище.

### Семья
- сын — Владимир Владимирович Фроленко (1940—1998), оператор-документалист[1].

## Фильмография
Оператор
- 1932 — Боевые стрельбы взвода
- 1932 — Кино-газета № 19 (совместно с Б. Макасеевым)
- 1936 — Всесоюзная олимпиада художественной самодеятельности промысловой кооперации (совм. с С. Семёновым)
- 1938 — Цветущая орденоносная область (совместно с В. Соловьёвым, В. Ешуриным, Д. Плаксиным)
- 1938 — На морских рубежах (в соавторстве)
- 1938 — Праздник сталинских соколов
- 1939 — XVIII съезд ВКП(б) (в соавторстве)
- 1939 — Народное образование в Москве
- 1940 — День нового мира
- 1941 — На лыжи (совместно с А. Шафраном, С. Коганом)
- 1941 — Страна голубой реки (совместно с В. Соловьёвым)
- 1942 — Боевой киносборник № 5. Наша Москва (в соавторстве; нет в титрах)
- 1943 — Битва за нашу Советскую Украину (в соавторстве)
- 1943 — Конференция трёх министров (в соавторстве)
- 1943 — Народные мстители (в соавторстве)
- 1943 — Партизаны
- 1943 — Суд идёт (совместно с А. Лебедевым, А. Шаповаловым, А. Лаптием)
- 1944 — Бои за освобождение г. Вильнюса
- 1944 — Освобождение Советской Белоруссии (в соавторстве)
- 1944 — Румынская часть в СССР
- 1945 — Берлин (в соавторстве)
- 1945 — От Вислы до Одера (в соавторстве)
- 1947 — День победившей страны (в соавторстве)
- 1948 — День воздушного флота СССР (в соавторстве)
- 1948 — К центру Арктики. (Север—2)(совместно с М. Трояновским, Е. Яцуном)[6]
- 1950 — В борьбе за первенство (совместно с А. Сёминым, А. Щекутьевым, К. Пискарёвым, Г. Асатиани, Г. Трофимовым)[7]
- 1951 — День Воздушного флота СССР (в соавторстве)
- 1951 — Международное соревнование легкоатлетов (совместно с Г. Голубовым, Н. Лыткиным, Б. Макасеевым, К. Пискарёвым, Д. Рымаревым, Н. Соловьёвым)[8]
- 1951 — На рыбных промыслах страны (совместно с Г. Голубовым, И. Гутманом, П. Русановым, А. Гриберманом, П. Опрышко)
- 1952 — День воздушного флота СССР (в соавторстве)
- 1953 — В Домбайской долине (совместно с Н. Генераловым, В. Комаровым, А. Кочетковым, Г. Серовым)
- 1953 — Великое прощание (в соавторстве; не выпущен)
- 1953 — На первенство Европы (совместно с Ю. Леонгардтом, Г. Монгловской, Н. Соловьёвым, Е. Яцуном)
- 1953 — Три встречи (в соавторстве)
- 1954 — На морских рубежах (в соавторстве)
- 1955 — В центре Арктики (в соавторстве)[9]
- 1955 — Крылья Родины (в соавторстве)[10]
- 1955 — Москва праздничная (в соавторстве)
- 1955 — Московскому университету — 200 лет[11]

Режиссёр
- 1939 — Летом в Арктике (совместно с А. Ованесовой)

## Награды и премии
- Сталинская премия первой степени (11 апреля 1942) — за фильм «День нового мира» (1940)[12][13];
- медаль «Партизану Отечественной войны» 1 степени (27 декабря 1943)[14];
- медаль «За оборону Москвы» (1944)[15];
- медаль «За взятие Берлина» (1945)[15];
- медаль «За победу над Германией в Великой Отечественной войне 1941—1945 гг.» (9 мая 1945)[16];
- орден Отечественной войны II степени (18 июня 1945)[17];
- орден Трудового Красного Знамени (1948)[18];
- Сталинская премия первой степени (1948) — за фильм «День победившей страны» (1947)[19];
- Сталинская премия первой степени (1949) — за фильм «День воздушного флота СССР» (1948)[20][21];
- заслуженный деятель искусств РСФСР (1950)[2].